# Campionati europei di atletica leggera paralimpica 2003
Il I Campionato europeo di atletica leggera paralimpica si è disputato ad Assen, nei Paesi Bassi, dal 16 al 21 giugno 2003.

## Categorie
La classe sportiva nell'atletica leggera paralimpica si identifica con un prefisso e con un numero. I prefissi utilizzati sono:
- F = prove effettuate su campo (field, campo);
- T = prove effettuate su pista (track, pista);
- P = pentathlon;

Mentre i numeri identificativi delle categorie sono:
- 11-13 – atleti ipovedenti e non vedenti; gli atleti delle categorie 11 e 12 gareggiano con una guida;
- 20 – atleti con disabilità intellettiva;
- Atleti gareggianti su sedia a rotelle:
  - 31-34 – atleti con paralisi cerebrale o con altre condizioni che limitano la coordinazione degli arti e/o l'uso dei muscoli;
  - 51-58 – atleti con lesioni alla spina dorsale, amputazioni, handicap muscolo-scheletrici, malformazioni congenite, lesioni nervose;
- Atleti deambulanti gareggianti in posizione eretta:
  - 35-38 – atleti con paralisi cerebrale o con altre condizioni che limitano la coordinazione degli arti e/o l'uso dei muscoli.
  - 40-46 – atleti con amputazioni, lesioni spinali, handicap muscolo-scheletrici, malformazioni congenite, lesioni nervose;

## Risultati
I risultati del campionato sono stati:

### Uomini

#### Corse
| Specialità | Categoria              | Oro                                                                                          | Prestazione           | Argento                                                                    | Prestazione     | Bronzo                                                                                         | Prestazione   |
| Corse piane |                        |                                                                                              |                       |                                                                            |                 |                                                                                                |               |
| 100 m | T11 - A                | Oleksandr Ivanyukhin                                                                         | 11"75                 | Carlos Conceição Lopes                                                     | 11"88           | Luis Bullido Arroyo                                                                            | 12"07         |
| 100 m | T11 - B                | Firmino Baptista                                                                             | 12"00                 | Petr Novak                                                                 | 12"33           | Xavier Porras Santana                                                                          | 12"37         |
| 100 m | T12 - A                | Igor Pashchenko                                                                              | 11"33                 | Aliaksandr Batsian                                                         | 11"37           | Goran Zezelj                                                                                   | 11"67         |
| 100 m | T12 - B                | Sergey Semenev                                                                               | 11"78                 | Mykhaylo Demskyy                                                           | 11"84           | Ioannis Protos                                                                                 | 12"03         |
| 100 m | T13                    | Matthias Schröder                                                                            | 11"05                 | Ihar Fartunau                                                              | 11"30           | Kordian Galinski                                                                               | 11"36         |
| 100 m | T35                    | Jon Oddur Halldorsson                                                                        | 13"45                 | Richard White                                                              | 13"97           | Huges Quiatol                                                                                  | 14"07         |
| 100 m | T36                    | Andrey Zhyltsov                                                                              | 12"46                 | Graeme Ballard                                                             | 12"83           | Marcin Mielczarek                                                                              | 12"86         |
| 100 m | T37                    | Ren Schramm                                                                                  | 12"43                 | Lukasz Labuch                                                              | 12"51           | Michael Simpson                                                                                | 12"96         |
| 100 m | T38                    | Andriy Onufriyenko                                                                           | 12"16                 | Aristotelis Marinos                                                        | 12"35           | Ian Riley                                                                                      | 12"44         |
| 100 m | T42                    | Clavel Kayitare                                                                              | 13"27                 | Stefano Lippi                                                              | 13"50           | Andriy Danylov                                                                                 | 13"51         |
| 100 m | T44                    | Dominique Andre                                                                              | 11"81                 | Markus Ehm                                                                 | 11"89           | Xavier Le Draoullec                                                                            | 12"37         |
| 100 m | T46                    | Serge Ornem                                                                                  | 11"37                 | Dmytro Malafiy                                                             | 11"68           | Stefan Gaggl                                                                                   | 11"69         |
| 100 m | T51                    | Martin McDonagh                                                                              | 24"25                 | Mikkel Gaarder                                                             | 26"04           | Ole Flote                                                                                      | 28"80         |
| 100 m | T53                    | John Fulham                                                                                  | 15"79                 | Roy Guerin                                                                 | 16"97           | Mikhail Terentiev                                                                              | 17"04         |
| 100 m | T54                    | David Holding                                                                                | 14"50                 | Kenny van Weeghel                                                          | 14"57           | David Weir                                                                                     | 14"58         |
| 200 m | T11 - A                | Oleksandr Ivanyukhin                                                                         | 24"08                 | Carlos Conceição Lopes                                                     | 24"17           | Andrew Curtis                                                                                  | 24"61         |
| 200 m | T11 - B                | Petr Novak                                                                                   | 25"14                 | Aladji Ba                                                                  | 25"26           | Jose Gameiro                                                                                   | 25"60         |
| 200 m | T12 - A                | Gabriel Potra                                                                                | 23"11                 | Aliaksandr Kouzmichou                                                      | 23"31           | Aliaksandr Batsian                                                                             | 23"53         |
| 200 m | T12 - B                | Goran Zezelj                                                                                 | 24"21                 | Ioannis Stavridis                                                          | 24"33           | Mykhaylo Demskyy                                                                               | 24"53         |
| 200 m | T13                    | Matthias Schröder                                                                            | 22"34                 | Kordian Galinski                                                           | 23"05           | Ihar Fartunau                                                                                  | 23"06         |
| 200 m | T35                    | Jon Oddur Halldorsson                                                                        | 27"78                 | Lloyd Upsdell                                                              | 28"68           | Richard White                                                                                  | 28"92         |
| 200 m | T36                    | Andrey Zhyltsov                                                                              | 25"87                 | Marcin Mielczarek                                                          | 26"00           | Graeme Ballard                                                                                 | 26"19         |
| 200 m | T37                    | Ren Schramm                                                                                  | 25"59                 | Jens Wiegmann                                                              | 25"62           | Lukasz Labuch                                                                                  | 26"01         |
| 200 m | T38                    | Stephen Payton                                                                               | 23"97                 | Andriy Onufriyenko                                                         | 24"51           | Aristotelis Marinos                                                                            | 25"24         |
| 200 m | T42                    | Clavel Kayitare                                                                              | 27"74                 | Michael Haraem                                                             | 28"20           | Andriy Danylov                                                                                 | 28"43         |
| 200 m | T44                    | Markus Ehm                                                                                   | 23"80                 | Dominique Andre                                                            | 24"05           | Roberto La Barbera                                                                             | 25"07         |
| 200 m | T46                    | Serge Ornem                                                                                  | 23"28                 | Stefan Gaggl                                                               | 23"38           | Aleksandr Polishur                                                                             | 23"98         |
| 200 m | T51                    | Tim Johansson                                                                                | 46"09                 | Mikkel Gaarder                                                             | 49"68           | Martin McDonagh                                                                                | 51"21         |
| 200 m | T52                    | Beat Boesch                                                                                  | 35"35                 | João Correia                                                               | 42"33           | Ramon Pla                                                                                      | 42"86         |
| 200 m | T53                    | John Fulham                                                                                  | 28"43                 | Sergey Shiliov                                                             | 29"39           | Charles Tolle                                                                                  | 29"53         |
| 200 m | T54                    | Kenny van Weeghel                                                                            | 26"03                 | David Weir                                                                 | 26"20           | David Holding                                                                                  | 27"24         |
| 400 m | T11                    | Pedro Delgado Martín                                                                         | 55"12                 | Aladji Ba                                                                  | 55"56           | Jose Gameiro                                                                                   | 58"15         |
| 400 m | T12                    | Gabriel Potra                                                                                | 50"89                 | Aliaksandr Kouzmichou                                                      | 51"36           | Ignaci Avila Rodriguez                                                                         | 53"57         |
| 400 m | T13                    | Jose Alves                                                                                   | 51"26                 | Conall McNamara                                                            | 51"95           | Yuriy Gornak                                                                                   | 54"50         |
| 400 m | T37                    | Oleksandr Driha                                                                              | 55"75                 | Artem Arefiev                                                              | 56"40           | Lamouri Rahmouni                                                                               | 58"58         |
| 400 m | T38                    | Stephen Payton                                                                               | 54"97                 | Andriy Onufriyenko                                                         | 56"12           | Jose Gonzalez Santamaria                                                                       | 59"24         |
| 400 m | T44                    | Markus Ehm                                                                                   | 55"63                 | Roberto La Barbera                                                         | 57"47           | David Barallo                                                                                  | 59"70         |
| 400 m | T46                    | Aleksandr Polishur                                                                           | 53"24                 | Klaus Felser                                                               | 55"74           | Janis Janovskis                                                                                | 57"21         |
| 400 m | T51                    | Tim Johansson                                                                                | 1'25"52               | Alvise De Vidi                                                             | 1'26"04         | Mikkel Gaarder                                                                                 | 1'32"06       |
| 400 m | T52                    | Thomas Geierspichler                                                                         | 1'03"15               | Beat Boesch                                                                | 1'03"38         | Santiago Sanz Quinto                                                                           | 1'07"04       |
| 400 m | T53                    | Heinz Frei                                                                                   | 55"98                 | Sergey Shiliov                                                             | 56"17           | Roger Puigbo                                                                                   | 57"23         |
| 400 m | T54                    | Kenny van Weeghel                                                                            | 50"73                 | David Weir                                                                 | 51"49           | Robert Figl                                                                                    | 52"10         |
| 800 m | T12                    | Abel Avila Rodriguez                                                                         | 2'01"11               | Ignaci Avila Rodriguez                                                     | 2'07"59         | Cesa Carlavilla Cubill                                                                         | 2'09"13       |
| 800 m | T13                    | Andrius Kalvelis                                                                             | 2'01"34               | Georgis Samantzis                                                          | 2'04"75         | Michal Rokusek                                                                                 | 2'16"08       |
| 800 m | T36                    | Artem Arefiev                                                                                | 2'14"79               | Robert Plichta                                                             | 2'27"55         | Non assegnato                                                                                  | Non assegnato |
| 800 m | T37                    | Oleksandr Driha                                                                              | 2'11"61               | Mariusz Tubielewicz                                                        | 2'13"98         | Stephan Cooper                                                                                 | 2'15"36       |
| 800 m | T38                    | Ivan Hompanera Alvarez                                                                       | 2'09"68               | Derek Malone                                                               | 2'12"50         | Ales Svehlik                                                                                   | 2'15"71       |
| 800 m | T46                    | Daniel Crates                                                                                | 2'00"64               | Jose Monteiro                                                              | 2'03"93         | Jose Manuel                                                                                    | 2'05"73       |
| 800 m | T51                    | Tim Johansson                                                                                | 3'00"03               | Mikkel Gaarder                                                             | 3'11"95         | Alvise De Vidi                                                                                 | 3'17"68       |
| 800 m | T52                    | Thomas Geierspichler                                                                         | 2'06"32               | Beat Boesch                                                                | 2'14"94         | Santiago Sanz Quinto                                                                           | 2'15"26       |
| 800 m | T53                    | Heinz Frei                                                                                   | 1'43"99               | Roger Puigbo                                                               | 1'44"20         | Sergey Shiliov                                                                                 | 1'44"31       |
| 800 m | T54                    | Joel Jeannot                                                                                 | 1'38"66               | Robert Figl                                                                | 1'39"59         | Philippe Couprie                                                                               | 1'40"39       |
| 1.500 m | T11                    | Pedro Delgado Martín                                                                         | 4'19"75               | Paulo de Almeida Coelho                                                    | 4'21"13         | Nuno Alves                                                                                     | 4'21"96       |
| 1.500 m | T13                    | Abel Avila Rodriguez                                                                         | 4'07"46               | Cesa Carlavilla Cubill                                                     | 4'20"73         | Andrius Kalvelis                                                                               | 4'21"55       |
| 1.500 m | T36                    | Artem Arefiev                                                                                | 4'50"11               | Jose Pampano Cillero                                                       | 4'54"69         | Robert Plichta                                                                                 | 5'14"00       |
| 1.500 m | T37                    | Mariusz Tubielewicz                                                                          | 4'36"44               | Stephan Cooper                                                             | 4'43"85         | Benny Govaerts                                                                                 | 4'44"54       |
| 1.500 m | T46                    | Christoph Sommer                                                                             | 4'16"78               | Jose Monteiro                                                              | 4'18"44         | Andrew Bird                                                                                    | 4'18"55       |
| 1.500 m | T51                    | Alvise De Vidi                                                                               | 6'17"84               | Stefan Strobel                                                             | 6'18"19         | Mikkel Gaarder                                                                                 | 6'24"04       |
| 1.500 m | T54                    | Joel Jeannot                                                                                 | 3'17"24               | Robert Figl                                                                | 3'21"03         | Claude Issorat                                                                                 | 3'21"14       |
| 5.000 m | T11                    | Paulo de Almeida Coelho                                                                      | 16'12"69              | Carlos Amaral Ferreira                                                     | 16'18"70        | Nuno Alves                                                                                     | 16'34"06      |
| 5.000 m | T13                    | Kestutis Bartkenas                                                                           | 15'36"28              | Cliff van Thournout                                                        | 15'55"65        | Linas Balsys                                                                                   | 16'19"09      |
| 5.000 m | T37                    | Ivan Hompanera Alvarez                                                                       | 17'31"26              | Benny Govaerts                                                             | 17'34"93        | Fernando Marta                                                                                 | 17'39"57      |
| 5.000 m | T46                    | Mark Brown                                                                                   | 15'25"07              | Christoph Sommer                                                           | 15'29"18        | Zeljko Celikovic                                                                               | 15'37"73      |
| 5.000 m | T54                    | Joel Jeannot                                                                                 | 11'03"55              | Tomasz Hamerlak                                                            | 11'12"37        | Heinz Frei                                                                                     | 11'14"06      |
| 10.000 m | T12                    | Noel Thatcher                                                                                | 32'32"65              | Mario Parrulas                                                             | 34'30"65        | Jan Gosselin                                                                                   | 37'18"61      |
| 10.000 m | T13                    | Ildar Pomykalov                                                                              | 33'18"09              | Igor Lisnic                                                                | 35'30"80        | Non assegnato                                                                                  | Non assegnato |
| 10.000 m | T54                    | Tomasz Hamerlak                                                                              | 22'26"90              | Heinz Frei                                                                 | 22'27"85        | Denis Lemeunier                                                                                | 22'29"40      |
| Prove su strada |                        |                                                                                              |                       |                                                                            |                 |                                                                                                |               |
| Maratona |                        |                                                                                              |                       |                                                                            |                 |                                                                                                |               |
| T12 | Carlos Amaral Ferreira | 2h43'23"                                                                                     | Thomasz Chmurzunski   | 2h59'14"                                                                   | Mario Parrulas  | 3h04'34"                                                                                       |               |
| T13 | Kestutis Bartkenas     | 2h45'02"                                                                                     | Jozef Ambroz          | 2h51'48"                                                                   | Ildar Pomykalov | 2h52'58"                                                                                       |               |
| T46 | Siarhei Silchanka      | 2h44'10"                                                                                     | Zeljko Celikovic      | 2h55'39"                                                                   | Hubert Martin   | 2h57'30"                                                                                       |               |
| T51 | Thorsten Oppold        | 2h46'07"                                                                                     | Mikkel Gaarder        | 2h46'08"                                                                   | Stefan Strobel  | 2h53'14"                                                                                       |               |
| T52 | Thomas Geierspichler   | 2h11'54"                                                                                     | Christoph Etzlstorfer | 2h18'55"                                                                   | Ramon Pla       |                                                                                                |               |
| T54 | Joel Jeannot           | 1h30'41"                                                                                     | Heinz Frei            | 1h36'07"                                                                   | Denis Lemeunier | 1h38'23"                                                                                       |               |
| Staffette |                        |                                                                                              |                       |                                                                            |                 |                                                                                                |               |
| 4×100 m | T11 - T13              | Portogallo Gabriel Potra Carlos Conceição Lopes Jose Alves Firmino Baptista                  | 45"30                 | Ucraina Igor Pashchenko Ivan Kytsenko Yeygen Lvov Oleksa Ivanyukhin        | 45"51           | Spagna Javier Martin Garcia Xavier Porras Santana Ignacio Avila Rodriguez Juan Viedma Castillo | 47"90         |
| 4×100 m | T35 - T38              | Ucraina Andrey Zhyltsov Oleksandr Driha Serhiy Norenko Andri Onufriyenko                     | 49"60                 | Regno Unito Graeme Ballard Ian Riley Michael Simpson Stephan Cooper        | 51"74           | Rep. Ceca Jan Vlk Petr Vratil Miroslav Janecek Roman Kolek                                     | 53"79         |
| 4×100 m | T42 - T46              | Francia Serge Ornem Dominique Andre Arnaud Assoumani Xavier Le Draoullec                     | 46"19                 | Spagna Víctor Gutiérrez Antonio Franco David Barallo Jose Manuel Fernandez | 50"47           | Grecia Dimosthe Petkakis Milt Stathopoulos Lazaro Stefanidis Evangelos Lonas                   | 54"87         |
| 4×100 m | T53 - T54              | Germania Sebastian Cleem Robert Figl Ralph Brunner Reinhard Berner                           | 57"90                 | Svizzera Heinz Frei Tobias Loetscher Daniel Boegli Marcel Hug              | 59"34           | Non assegnato                                                                                  | Non assegnato |
| 4×400 m | T35 - T38              | Spagna Jose Gonzalez Santamaria Carlos Fernandez Jose Pampano Cillero Ivan Hompanera Alvarez | 4'06"61               | Francia Huges Quiatol Laurent Escurat Pedro Zamorano Lamouri Rahmouni      | 4'17"15         | Non assegnato                                                                                  | Non assegnato |
| 4×400 m | T42 - T46              | Spagna David Barallo Antonio Franco Víctor Gutiérrez Jose Manuel Fernandez                   | 4'01"36               | Non assegnato                                                              | Non assegnato   | Non assegnato                                                                                  | Non assegnato |
| 4×400 m | T53 - T54              | Francia Claude Issorat Philippe Couprie Charles Tolle Joel Jeannot                           | 3'31"54               | Germania Alhassane Bald Reinhard Berner Ralph Brunner Robert Figl          | 3'40"38         | Non assegnato                                                                                  | Non assegnato |
| record mondiale; record mondiale stagionale; record europeo; record europeo stagionale; record dei campionati; record nazionale; record personale; record personale stagionale. |                        |                                                                                              |                       |                                                                            |                 |                                                                                                |               |

#### Concorsi
| Specialità | Categoria | Oro                      | Prestazione     | Argento                  | Prestazione     | Bronzo                       | Prestazione    |
| Salti |           |                          |                 |                          |                 |                              |                |
| Salto in alto | F12 - F13 | Ihar Fartunau (F13)      | 2,03 m 1004 p.  | Leszek Reut (F12)        | 1,95 m 965 p.   | Ruslan Sivitski (F12)        | 1,89 m 935 p.  |
| Salto in alto | F42       | Leszek Cmikiewicz        | 1,62 m          | Dennis Wliszczak         | 1,59 m          | Hristo Gerganski             | 1,56 m         |
| Salto in alto | F44 - F46 | Arnaud Assoumani (F46)   | 1,90 m 957 p.   | Reinhold Boetzel (F46)   | 1,82 m 916 p.   | Miltiadis Stathopoulos (F46) | 1,79 m 901 p.  |
| Salto in lungo | F11       | Viktar Zhukouski         | 6,20 m          | Serguei Sevostianov      | 6,14 m          | Xavier Porras Santana        | 6,09 m         |
| Salto in lungo | F12       | Stéphane Bozzolo         | 6,76 m          | Igor Gorbenko            | 6,61 m          | Marcin Wesolowski            | 6,54 m         |
| Salto in lungo | F13       | Ihar Fartunau            | 6,82 m          | Oleg Panyutin            | 6,59 m          | Kurt van Raefelghem          | 6,52 m         |
| Salto in lungo | F36       | Mariusz Sobczak          | 4,93 m          | Andrey Zhyltsov          | 4,91 m          | Serhiy Norenko               | 4,77 m         |
| Salto in lungo | F37 - F38 | Ren Schramm (F37)        | 5,40 m 933 p.   | Oleksandr Driha (F37)    | 5,38 m 929 p.   | Christer Lenander (F38)      | 5,52 m 917 p.  |
| Salto in lungo | F42       | Wojtek Czyz              | 5,73 m          | Stefano Lippi            | 5,47 m          | Lazaros Stefanidis           | 4,45 m         |
| Salto in lungo | F44       | Urs Kolly                | 6,47 m          | Roberto La Barbera       | 6,01 m          | Xavier Le Draoullec          | 5,91 m         |
| Salto in lungo | F46       | Anton Skachkov           | 6,98 m          | Arnaud Assoumani         | 6,76 m          | Yogev Kenzi                  | 6,57 m         |
| Salto triplo | F11       | Zeynidin Bilalov         | 12,44 m         | Jose Rodriguez Ibanez    | 12,27 m         | Serguei Sevostianov          | 11,86 m        |
| Salto triplo | F12       | Ivan Kytsenko            | 14,83 m         | Ruslan Sivitski          | 14,39 m         | Juan Viedma Castillo         | 13,90 m        |
| Salto triplo | F13       | Ihar Fartunau            | 14,40 m         | Oleg Panyutin            | 14,27 m         | Armands Lizbovskis           | 12,67 m        |
| Salto triplo | F46       | Anton Skachkov           | 13,20 m         | Georgis Toptsis          | 12,28 m         | Janis Janovskis              | 11,09 m        |
| Lanci |           |                          |                 |                          |                 |                              |                |
| Getto del peso | F11       | David Casino Sierra      | 14,39 m         | Volodymyr Piddubny       | 12,41 m         | Loukas Kaskanis              | 11,08 m        |
| Getto del peso | F12       | Rolandas Urbonas         | 15,56 m         | Vasyl Lyshchynskyy       | 14,52 m         | Yuri Bouchkou                | 13,59 m        |
| Getto del peso | F13       | Oleksandr Yasynovyy      | 15,70 m         | Siarhei Hribanau         | 13,88 m         | Oldrich Smejcky              | 11,65 m        |
| Getto del peso | F32 - F34 | Roman Musil (F33)        | 10,93 m 1139 p. | Tom Leahy (F32)          | 6,46 m 977 p.   | Daniel West (F34)            | 9,51 m 900 p.  |
| Getto del peso | F35       | Thierry Cibone           | 13,36 m         | Paul Williams            | 10,92 m         | Piotr Sikorski               | 10,90 m        |
| Getto del peso | F36       | Willem Noorduin          | 12,05 m         | Pawel Piotrowski         | 11,68 m         | Wolfgang Dubin               | 11,22 m        |
| Getto del peso | F37       | Tomasz Blatkeiwicz       | 13,99 m         | Robert Chyra             | 13,32 m         | Franjo Izlakar               | 12,11 m        |
| Getto del peso | F38       | Oleksandr Doroshenko     | 14,63 m         | Thomas Loosch            | 13,70 m         | Roman Kolek                  | 12,58 m        |
| Getto del peso | F40       | Marek Margoc             | 10,08 m         | Ulrich Spengler          | 9,11 m          | Lutz Langer                  | 9,04 m         |
| Getto del peso | F42       | Athanasios Deligiorgis   | 12,84 m         | Viktar Khilmonchuk       | 12,52 m         | Pasilione Tafilagi           | 11,83 m        |
| Getto del peso | F44       | Jackie Christiansen      | 15,55 m         | Lutovico Halagahu        | 14,77 m         | Dietmar Schmee               | 13,19 m        |
| Getto del peso | F46       | Soselito Sekeme          | 13,96 m         | Andis Ozolnieks          | 13,83 m         | Hanan Dan                    | 10,24 m        |
| Getto del peso | F52       | Rico Glagla              | 7,75 m          | Zacharias Fostiras       | 7,60 m          | Aigars Apinis                | 7,50 m         |
| Getto del peso | F53       | Gerasimos Vryonis        | 6,96 m          | Ales Kisy                | 6,58 m          | Christos Angourakis          | 6,57 m         |
| Getto del peso | F54       | Janez Hudej              | 8,81 m          | Markku Niinimaki         | 8,66 m          | Germano Bernardi             | 8,63 m         |
| Getto del peso | F55       | Martin Nemec             | 10,92 m         | Ulrich Iser              | 10,70 m         | Stefanos Anargyrou           | 9,77 m         |
| Getto del peso | F56       | Krysztof Smorszczewski   | 11,77 m         | Rene Nielsen             | 11,48 m         | Dimitrio Konstantagkas       | 9,64 m         |
| Getto del peso | F57 - F58 | Henk Jansen (F57)        | 12,66 m 959 p.  | Rostislav Pohlmann (F57) | 11,97 m 907 p.  | Julius Hutka (F57)           | 11,92 m 903 p. |
| Lancio del disco | F11       | Willibald Monschein      | 37,62 m         | David Casino Sierra      | 34,47 m         | Volodymyr Piddubny           | 32,95 m        |
| Lancio del disco | F12       | Rolandas Urbonas         | 44,45 m         | Vasyl Lyshchynskyy       | 44,12 m         | Yuri Bouchkou                | 43,51 m        |
| Lancio del disco | F13       | Oleksandr Yasynovyy      | 50,13 m         | Siarhei Hribanau         | 40,05 m         | Oldrich Smejcky              | 33,27 m        |
| Lancio del disco | F32       | Stephen Miller           | 15,10 m         | Garrett Jameson          | 11,83 m         | Eoin Cleare                  | 11,67 m        |
| Lancio del disco | F33 - F34 | Daniel West (F34)        | 35,28 m 1043 p. | Roman Musil (F33)        | 27,81 m 1027 p. | Chris Martin (F33)           | 26,48 m 978 p. |
| Lancio del disco | F35       | Thierry Cibone           | 41,85 m         | Sergiy Kolos             | 32,32 m         | Piotr Sikorski               | 28,84 m        |
| Lancio del disco | F36       | Milan Kubala             | 34,13 m         | Willem Noorduin          | 31,58 m         | Wolfgang Dubin               | 29,12 m        |
| Lancio del disco | F37       | Tomasz Blatkeiwicz       | 48,05 m         | Robert Chyra             | 42,99 m         | Franjo Izlakar               | 37,50 m        |
| Lancio del disco | F38       | Oleksandr Doroshenko     | 40,91 m         | Thomas Loosch            | 35,69 m         | Roman Kolek                  | 35,38 m        |
| Lancio del disco | F40       | Marek Margoc             | 26,97 m         | Rainer Schwinden         | 24,13 m         | Ulrich Spengler              | 22,59 m        |
| Lancio del disco | F42       | Pasilione Tafilagi       | 45,98 m         | Viktar Khilmonchuk       | 42,87 m         | Gino DeKeersmaeker           | 41,03 m        |
| Lancio del disco | F44       | Daniel Greaves           | 51,51 m         | Jackie Christiansen      | 48,15 m         | Urs Kolly                    | 39,19 m        |
| Lancio del disco | F51       | Radim Běleš              | 9,99 m          | David Gale               | 9,81 m          | Miroslav Matic               | 7,94 m         |
| Lancio del disco | F52       | Aigars Apinis            | 16,04 m         | Rico Glagla              | 16,03 m         | Antonios Giapoutizis         | 13,21 m        |
| Lancio del disco | F53       | Christos Angourakis      | 16,34 m         | Daktylidis Damianos      | 15,59 m         | Ales Kisy                    | 15,30 m        |
| Lancio del disco | F54       | Frantisek Purgl          | 27,44 m         | Germano Bernardi         | 25,57 m         | Janez Hudej                  | 23,57 m        |
| Lancio del disco | F55       | Martin Nemec             | 35,76 m         | Symeon Paltsanitidis     | 32,43 m         | Ulrich Iser                  | 30,06 m        |
| Lancio del disco | F56 - F57 | Rostislav Pohlmann (F57) | 47,08 m 1039 p. | Miroslav Sperk (F56)     | 34,78 m 944 p.  | Henk Jansen (F57)            | 41,13 m 908 p. |
| Lancio del disco | F58       | Algirdas Tatulis         | 48,11 m         | Marek Filipovic          | 31,16 m         | Jan Sulka                    | 25,83 m        |
| Lancio del giavellotto | F11       | Siegmund Hegeholz        | 43,81 m         | Bil Marinkovic           | 42,51 m         | Ferenc Horváth               | 37,35 m        |
| Lancio del giavellotto | F12 - F13 | Miroslaw Pych (F12)      | 57,55 m 1032 p. | Thomas Validis (F12)     | 54,27 m 973 p.  | Siarhei Semeniaka (F13)      | 52,25 m 925 p. |
| Lancio del giavellotto | F32 - F51 | Stephen Miller           | 31,08 m         | Radim Běleš              | 23,88 m         | Gabriel Shelly               | 24,45 m        |
| Lancio del giavellotto | F33 - F53 | Roman Musil (F33)        | 23,73 m 932 p.  | Gerasimos Vryonis (F53)  | 15,19 m 793 p.  | Christos Angouraki (F53)     | 14,61 m 763 p. |
| Lancio del giavellotto | F35       | Thierry Cibone           | 39,71 m         | Sergiy Kolos             | 38,93 m         | Richard Kulhavy              | 27,17 m        |
| Lancio del giavellotto | F37       | Kenneth Churchill        | 44,23 m         | Deivis Galinauskas       | 41,47 m         | Jacek Przbierala             | 40,87 m        |
| Lancio del giavellotto | F38       | Oleksandr Doroshenko     | 47,15 m         | Thomas Loosch            | 46,57 m         | Dusan Grezl                  | 43,05 m        |
| Lancio del giavellotto | F40       | Marek Margoc             | 31,71 m         | Ulrich Spengler          | 29,84 m         | Lutz Langer                  | 20,71 m        |
| Lancio del giavellotto | F42       | Jos van der Donk         | 43,03 m         | Runar Steinstad          | 42,20 m         | Pasilione Tafilagi           | 39,46 m        |
| Lancio del giavellotto | F44 - F46 | Evgeni Gudkov (F44)      | 45,16 m 839 p.  | Urs Kolly (F44)          | 44,70 m 831 p.  | Jörg Frischmann (F44)        | 44,09 m 819 p. |
| Lancio del giavellotto | F52       | Rico Glagla              | 15,56 m         | Georgios Karaminas       | 13,42 m         | Aigars Apinis                | 13,02 m        |
| Lancio del giavellotto | F54       | Markku Niinimaki         | 24,46 m         | Rauno Saunavaara         | 24,25 m         | Frantisek Purgl              | 23,32 m        |
| Lancio del giavellotto | F55 - F58 | Nemec Martin (F55)       | 26,69 m 913 p.  | Ulrich Iser (F55)        | 23,25 m 795 p.  | Renato Misturini (F55)       | 23,06 m 789 p. |
| Lancio del giavellotto | F56       | Rene Nielsen             | 32,00 m         | Josef Stiak              | 29,59 m         | Krysztof Smorszczewski       | 29,11 m        |
| Lancio del giavellotto | F57       | Rostislav Pohlmann       | 37,09 m         | Pieter Gruijters         | 34,82 m         | Julius Hutka                 | 33,79 m        |
| Lancio della clava | F32 - F51 | Stephen Miller (F32)     | 31,08 m 1050 p. | Radim Běleš (F51)        | 23,88 m 932 p.  | Gabriel Shelly (F32)         | 24,45 m 826 p. |
| record mondiale; record mondiale stagionale; record europeo; record europeo stagionale; record dei campionati; record nazionale; record personale; record personale stagionale. |           |                          |                 |                          |                 |                              |                |

#### Prove multiple
| Specialità | Categoria | Oro                        | Prestazione | Argento                   | Prestazione | Bronzo                    | Prestazione |
| Pentathlon | P13       | Miroslaw Pych              | 3.089 p.    | Kurt van Raefelghem       | 2.805 p.    | Roman Mesyk               | 2.717 p.    |
| Pentathlon | P42 - P44 | Urs Kolly (P44)            | 4.371 p.    | Xavier Le Draoullec (P44) | 3.968 p.    | Thomas Kairys (P44)       | 3.848 p.    |
| Pentathlon | P54 - P58 | Pieter Gruijters (T54/F57) | 4.720 p.    | Henk Jansen (T54/F57)     | 4.502 p.    | Reinhard Berner (T53/F54) | 4.320 p.    |
| record mondiale; record mondiale stagionale; record europeo; record europeo stagionale; record dei campionati; record nazionale; record personale; record personale stagionale. |           |                            |             |                           |             |                           |             |

### Donne

#### Corse
| Specialità | Categoria | Oro                     | Prestazione | Argento                | Prestazione | Bronzo                 | Prestazione   |
| Corse piane |           |                         |             |                        |             |                        |               |
| 100 m | T11       | Purificación Santamarta | 14"10       | Maren Boßmeyer         | 14"31       | Paraskevi Kantza       | 14"55         |
| 100 m | T12 - A   | Volha Zinkevich         | 12"71       | Eva Nguy Nchama        | 13"18       | Elena Jdanova          | 13"39         |
| 100 m | T12 - B   | Annalena Knors          | 13"85       | Elena Congost Mohedano | 14"21       | Nataliya Yastremska    | 14"22         |
| 100 m | T13       | Anthi Karagianni        | 12"96       | Olga Semenova          | 13"02       | Katri Müller-Rottgardt | 13"16         |
| 100 m | T37       | Isabelle Foerder        | 14"41       | Oksana Krechunyak      | 14"80       | Melanie Barthe         | 15"86         |
| 100 m | T38       | Natalia Bolshakova      | 15"05       | Daniela Prochazkova    | 15"35       | Maria Graca Fernandes  | 15"50         |
| 100 m | T42       | Annette Roozen          | 18"11       | Marije Smits           | 20"37       | Ewa Zielinska          | 21"77         |
| 100 m | T44       | Sabine Wagner           | 13"99       | Katrin Laborenz        | 14"80       | Nathalie Leroyer       | 14"95         |
| 100 m | T46       | Elena Kronfeld          | 12"85       | Alicja Fiodorow        | 12"94       | Iryna Leontiouk        | 13"44         |
| 100 m | T52       | Pia Schmid              | 23"06       | Karen Lewis            | 23"78       | Colette O'Reilly       | 27"40         |
| 100 m | T53       | Tanni Grey-Thompson     | 18"03       | Francesca Porcellato   | 19"10       | Deborah Brennan        | 20"45         |
| 100 m | T54       | Manuela Schaer          | 17"54       | Yvonne Sehmisch        | 17"63       | Patrice Dockery        | 18"71         |
| 200 m | T11       | Purificación Santamarta | 28"89       | Maren Boßmeyer         | 30"86       | Non assegnato          | Non assegnato |
| 200 m | T12 - A   | Volha Zinkevich         | 25"95       | Assia El Hannouni      | 26"55       | Elena Jdanova          | 27"24         |
| 200 m | T12 - B   | Sandra Barrero          | 28"06       | Eva Gruber             | 28"17       | Katarzyna Kwiatkowska  | 28"59         |
| 200 m | T37       | Oksana Krechunyak       | 30"72       | Isabelle Foerder       | 30"99       | Marta Gajewska         | 33"47         |
| 200 m | T38       | Natalia Bolshakova      | 31"16       | Maria Graca Fernandes  | 32"22       | Daniela Prochazkova    | 32"85         |
| 200 m | T46       | Elena Kronfeld          | 26"19       | Alicja Fiodorow        | 26"93       | Lioubov Vassilieva     | 27"25         |
| 200 m | T52       | Pia Schmid              | 43"73       | Karen Lewis            | 44"29       | Anna Tavano            | 46"41         |
| 200 m | T53       | Tanni Grey-Thompson     | 32"28       | Madeleine Nordlund     | 32"98       | Francesca Porcellato   | 35"17         |
| 200 m | T54       | Rachel Potter           | 32"04       | Yvonne Sehmisch        | 32"08       | Manuela Schaer         | 32"28         |
| 400 m | T12 - A   | Assia El Hannouni       | 58"61       | Elena Jdanova          | 1'00"45     | Elena Frolova          | 1'02"10       |
| 400 m | T12 - B   | Katarzyna Kwiatkowska   | 1'04"60     | Ioulia Akhmatdinova    | 1'04"82     | Maria Isa Gongora Diaz | 1'06"34       |
| 400 m | T38       | Natalia Bolshakova      | 1'10"91     | Maria Graca Fernandes  | 1'11"81     | Daniela Prochazkova    | 1'16"64       |
| 400 m | T46       | Lioubov Vassilieva      | 57"52       | Elena Kronfeld         | 1'01"43     | Tetyana Rudkivska      | 1'01"99       |
| 400 m | T52       | Karen Lewis             | 1'31"74     | Anna Tavano            | 1'36"47     | Pia Schmid             | 1'38"86       |
| 400 m | T53       | Tanni Grey-Thompson     | 1'03"45     | Madeleine Nordlund     | 1'03"47     | Deborah Brennan        | 1'09"14       |
| 800 m | T11       | Edith Hunkeler          | 59"38       | Yvonne Sehmisch        | 1'00"23     | Rachel Potter          | 1'00"25       |
| 800 m | T12       | Assia El Hannouni       | 2'18"68     | Rima Batalova          | 2'20"39     | Elena Pautova          | 2'21"69       |
| 800 m | T53       | Madeleine Nordlund      | 2'16"41     | Tanni Grey-Thompson    | 2'16"94     | Francesca Porcellato   | 2'19"58       |
| 800 m | T54       | Edith Hunkeler          | 2'00"91     | Sandra Graf            | 2'04"29     | Patrice Dockery        | 2'09"67       |
| 1.500 m | T12       | Rima Batalova           | 4'53"53     | Elena Pautova          | 4'53"61     | Victoria Tchernova     | 4'57"44       |
| 1.500 m | T54       | Edith Hunkeler          | 4'13"41     | Sandra Graf            | 4'19"44     | Yvonne Sehmisch        | 4'20"36       |
| 5.000 m | T12       | Elena Pautova           | 17'52"75    | Victoria Tchernova     | 18'52"39    | Maria Odete Fiuza      | 19'07"69      |
| 5.000 m | T54       | Edith Hunkeler          | 14'21"21    | Madeleine Nordlund     | 14'21"72    | Patrice Dockery        | 15'01"19      |
| Prove su strada |           |                         |             |                        |             |                        |               |
| Maratona | T54       | Edith Hunkeler          | 2h01'29"    | Francesca Porcellato   | 2h03'22"    | Irina Dejurova         | 2h16'18"      |
| record mondiale; record mondiale stagionale; record europeo; record europeo stagionale; record dei campionati; record nazionale; record personale; record personale stagionale. |           |                         |             |                        |             |                        |               |

#### Concorsi
| Specialità | Categoria                         | Oro                     | Prestazione     | Argento                     | Prestazione     | Bronzo                       | Prestazione    |
| Salti |                                   |                         |                 |                             |                 |                              |                |
| Salto in alto | F12 - F13                         | Helena Kannus (F12)     | 1,51 m          | Annalena Knors (F12)        | 1,42 m          | Katri Müller-Rottgardt (F13) | 1,33 m         |
| Salto in alto | F42 - F46                         | Lenka Gajarska (F46)    | 1,60 m          | Catherine Bader-Bille (F46) | 1,60 m          | Marijke Mettes (F46)         | 1,57 m         |
| Salto in lungo | F12                               | Rosalia Lazaro Calleja  | 5,54 m          | Volha Zinkevich             | 5,41 m          | Hanna Kaniouk                | 5,05 m         |
| Salto in lungo | F13                               | Anthi Karagianni        | 4,98 m          | Svitlana Gorbenko           | 4,66 m          | Katri Müller-Rottgardt       | 4,53 m         |
| Salto in lungo | F42                               | Ewa Zielinska           | 3,14 m          | Marije Smits                | 3,09 m          | Annette Roozen               | 2,95 m         |
| Salto in lungo | F44                               | Nathalie Leroyer        | 4,47 m          | Katrin Laborenz             | 4,27 m          | Astrid Höfte                 | 3,96 m         |
| Salto in lungo | F46                               | Catherine Bader-Bille   | 5,33 m          | Iryna Leontiouk             | 5,29 m          | Lenka Gajarska               | 5,10 m         |
| Lanci |                                   |                         |                 |                             |                 |                              |                |
| Getto del peso | F11 - F12                         | Tamara Sivakova (F12)   | 12,92 m 1046 p. | Dangute Skeriene (F11)      | 10,86 m 879 p.  | Theodora Fardela (F11)       | 7,46 m 825 p.  |
| Getto del peso | F33 - F34                         | Tiina Ala-Aho (F33)     | 5,09 m 938 p.   | Tetyana Yakybchuk (F34)     | 5,04 m 929 p.   | Oksana Shetelova (F34)       | 6,06 m 783 p.  |
| Getto del peso | F36 - F37                         | Alla Malchyk (F36)      | 8,19 m 1055 p.  | Eva Berna (F37)             | 9,67 m 1050 p.  | Vladimira Bujarkova (F37)    | 8,84 m 960 p.  |
| Getto del peso | F38                               | Aldona Grigaliuniene    | 10,83 m         | Ingrida Priede              | 8,74 m          | Andrea Farkasova             | 8,46 m         |
| Getto del peso | F40                               | Kim Minett              | 6,51 m          | Petra Hömmen                | 6,39 m          | Karen Müller                 | 5,87 m         |
| Getto del peso | F42 - F44                         | Michaela Daamen (F44)   | 10,80 m 1006 p. | Andrea Scherney (F44)       | 10,03 m 935 p.  | Ivita Strode (F42)           | 6,83 m 912 p.  |
| Getto del peso | F46                               | Sabine Utheß            | 11,00 m         | Marijke Mettes              | 10,01 m         | Natalia Gudkova              | 9,06 m         |
| Getto del peso | F54                               | Tatjana Majcen          | 5,27 m          | Eva Kacanu                  | 5,06 m          | Evelyn Schmied               | 4,97 m         |
| Getto del peso | F55                               | Marianne Buggenhagen    | 8,76 m          | Carmen Acunto               | 7,14 m          | Milka Milinkovic             | 6,80 m         |
| Getto del peso | F56 - F57                         | Martina Willing (F56)   | 8,01 m 1123 p.  | Ivanka Koleva (F57)         | 8,07 m 976 p.   | Galina Kraycheva (F56)       | 4,70 m 659 p.  |
| Lancio del disco | F12                               | Tamara Sivakova         | 43,24 m         | Dangute Skeriene            | 30,38 m         | Marija Ivekovic              | 29,63 m        |
| Lancio del disco | F37                               | Eva Berna               | 23,32 m         | Vladimira Bujarkova         | 22,61 m         | Maija Emulova                | 21,87 m        |
| Lancio del disco | F44                               | Michaela Daamen         | 34,21 m         | Andrea Scherney             | 32,97 m         | Stela Eneva                  | 29,57 m        |
| Lancio del disco | F51 - F52 - F53                   | Martina Kniezkova       | 12,99 m         | Tetyana Yakybchuk           | 14,35 m         | Oksana Shetelova             | 19,24 m        |
| Lancio del disco | F54                               | Evelyn Schmied          | 12,62 m         | Tatjana Majcen              | 12,21 m         | Rosemary Tallon              | 8,40 m         |
| Lancio del disco | F55 - F56 - F57 - F58             | Martina Willing (F56)   | 23,38 m 1095 p. | Marianne Buggenhagen (F55)  | 26,02 m 1017 p. | Ivanka Koleva (F58)          | 23,65 m 762 p. |
| Lancio del giavellotto | F33 - F34                         | Tiina Ala-Aho (F33)     | 14,14 m 1336 p. | Tetyana Yakybchuk (F33)     | 10,50 m 992 p.  | Oksana Shetelova (F34)       | 14,01 m 865 p. |
| Lancio del giavellotto | F35 - F38                         | Veronika Foltova (F35)  | 20,04 m 1137 p. | Andrea Farkasova (F38)      | 24,60 m 1057 p. | Ilona Chladkova (F38)        | 18,65 m 801 p. |
| Lancio del giavellotto | F37                               | Pauline Latto           | 22,99 m         | Lisa Callaghan              | 21,58 m         | Eva Berna                    | 20,47 m        |
| Lancio del giavellotto | F42 - F44                         | Marjaana Vare (F42)     | 22,99 m 828 p.  | Tatiana Mezinova (F44)      | 30,23 m 814 p.  | Andrea Scherney (F44)        | 29,53 m 795 p. |
| Lancio del giavellotto | F46                               | Natalia Gudkova         | 33,57 m         | Andrea Hegen                | 31,51 m         | Katarzyna Piekart            | 24,25 m        |
| Lancio del giavellotto | F52 - F53 - F54 - F55 - F56 - F57 | Martina Kniezkova (F52) | 9,36 m 1104 p.  | Martina Willing (F56)       | 22,79 m 977 p.  | Marianne Buggenhagen (F55)   | 19,07 m 927 p. |
| record mondiale; record mondiale stagionale; record europeo; record europeo stagionale; record dei campionati; record nazionale; record personale; record personale stagionale. |                                   |                         |                 |                             |                 |                              |                |

#### Prove multiple
| Specialità | Categoria | Oro                   | Prestazione | Argento                 | Prestazione | Bronzo                       | Prestazione |
| Pentathlon | P12 - P13 | Olga Semenova (P13)   | 2.752 p.    | Natallia Ivaniouk (P12) | 2.612 p.    | Rosalia Lazaro Calleja (P12) | 2.460 p.    |
| Pentathlon | P44 - P46 | Andrea Scherney (P44) | 4.653 p.    | Michaela Daamen (P44)   | 4.276 p.    | Katrin Laborenz (P44)        | 4.245 p.    |
| record mondiale; record mondiale stagionale; record europeo; record europeo stagionale; record dei campionati; record nazionale; record personale; record personale stagionale. |           |                       |             |                         |             |                              |             |

## Medagliere
Legenda
     Paese ospitante
| Posizione | Paese       | Oro | Argento | Bronzo | Totale |
| --------- | ----------- | --- | ------- | ------ | ------ |
| 1         | Germania    | 22  | 32      | 15     | 69     |
| 2         | Francia     | 21  | 9       | 14     | 44     |
| 3         | Ucraina     | 20  | 17      | 14     | 51     |
| 4         | Regno Unito | 19  | 12      | 14     | 45     |
| 5         | Rep. Ceca   | 15  | 13      | 17     | 45     |
| 6         | Russia      | 14  | 12      | 12     | 38     |
| 7         | Svizzera    | 14  | 8       | 4      | 26     |
| 8         | Spagna      | 13  | 9       | 17     | 39     |
| 9         | Polonia     | 9   | 15      | 13     | 37     |
| 10        | Bielorussia | 9   | 11      | 8      | 28     |
| 11        | Portogallo  | 7   | 10      | 7      | 24     |
| 12        | Austria     | 7   | 7       | 7      | 21     |
| 13        | Paesi Bassi | 7   | 7       | 3      | 17     |
| 14        | Lituania    | 7   | 3       | 2      | 12     |
| 15        | Grecia      | 5   | 9       | 13     | 27     |
| 16        | Slovacchia  | 5   | 2       | 4      | 11     |
| 17        | Svezia      | 4   | 3       | 1      | 8      |
| 18        | Irlanda     | 3   | 6       | 9      | 18     |
| 19        | Lettonia    | 3   | 2       | 9      | 14     |
| 20        | Finlandia   | 3   | 0       | 0      | 3      |
| 21        | Azerbaigian | 2   | 2       | 2      | 6      |
| 22        | Islanda     | 2   | 0       | 0      | 2      |
| 23        | Italia      | 1   | 9       | 6      | 16     |
| 24        | Slovenia    | 1   | 1       | 2      | 4      |
| 25        | Croazia     | 1   | 0       | 4      | 5      |
| 26        | Estonia     | 1   | 0       | 0      | 1      |
| 27        | Norvegia    | 0   | 5       | 3      | 8      |
| 28        | Belgio      | 0   | 3       | 4      | 7      |
| 29        | Bulgaria    | 0   | 1       | 2      | 3      |
| 30        | Jugoslavia  | 0   | 1       | 1      | 2      |
| 31        | Moldavia    | 0   | 1       | 0      | 1      |
| Totale    | Totale      | 215 | 210     | 207    | 632    |